# Projekt 1141
Projekt 1241 Sokol (v kódu NATO třída Babochka) byl křídlový protiponorkový torpédový člun sovětského námořnictva z doby studené války. Sovětské označení plavidla bylo malá protiponorková loď.

## Stavba
Jediný postavený člun této třídy byl pjmenován Alexandr Kunachovič (Александр Кунахович). Postaven byl v letech 1974–1977 závodem A. M. Gorkého v Zelenodolsku. Po celou dobu služby člun sloužil v Černomořském loďstvu. Dne 10. března 1994 byl vyřazen ze služby.

## Konstrukce
Hlavňovou výzbroj tvořily dva 30mm kanóny AK-630M se systémem řízení palby MR-123-01 Vympel-A. K ničení ponorek sloužily dva čtyřhlavňové 406mm torpédomety TR-224. Neseno bylo osm torpéd SET-72. Pohonný systém tvořily tři plynové turbíny o celkovém výkonu 54 000 hp (dvě typu M10A a jedna M10B) a dva diesely DRA-211 o celkovém výkonu 2200 hp. Nejvyšší rychlost dosahovala 52 uzlů. Dosah byl 2000 námořních mil při osmi uzlech a 850 námořních mil při padesáti uzlech.

### Modernizace
V roce 1990 byly původní torpédomety demontovány a nahradily je dva čtyřnásobné vypouštěcí kontejnery protiponorkových střel RPK-9 Medvedka (v kódu NATO SS-N-29) s dosahem 12 km.